# Synopeas leve
Synopeas leve är en stekelart som beskrevs av Fouts 1935. Synopeas leve ingår i släktet Synopeas och familjen gallmyggesteklar. Inga underarter finns listade i Catalogue of Life.